# Copa de la UEFA 1984-1985
La Copa de la UEFA 1984-85 fou guanyada pel Reial Madrid, que va derrotar el Videoton FC Fehérvár en la final a doble partit, per un resultat global de 3-1.

## Primera ronda

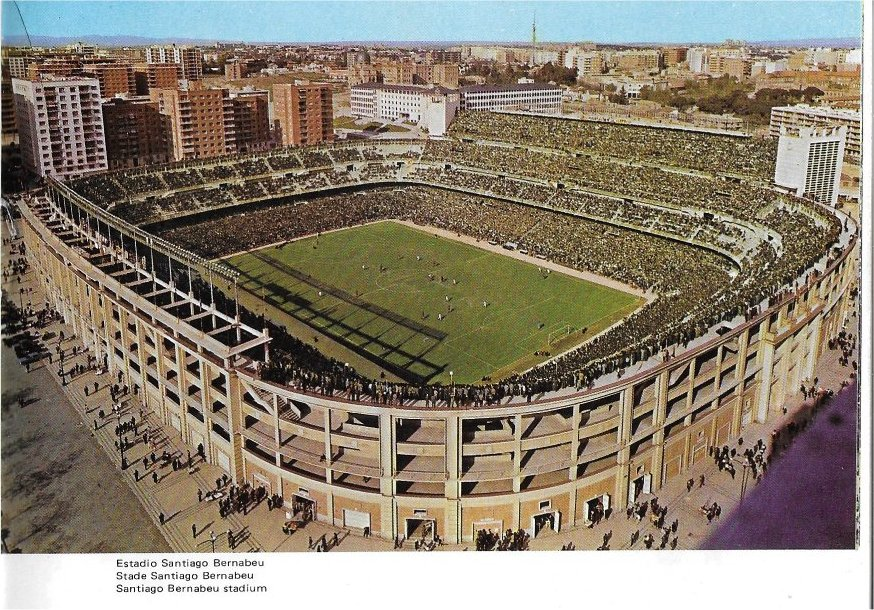
Estadi Santiago Bernabeu, seu de la final tornada.

| Equip 1                    | Global | Equip 2                   | Anada | Tornada |
| -------------------------- | ------ | ------------------------- | ----- | ------- |
| 1. FC Koln                 | 3-1    | Pogon Szczecin            | 2-1   | 1-0     |
| AIK Fotboll                | 1-3    | Dundee United FC          | 1-0   | 0-3     |
| AS Monaco FC               | 3-4    | PFC CSKA Sofia            | 2-2   | 1-2     |
| Bohemian FC                | 3-4    | Rangers FC                | 3-2   | 0-2     |
| FC Dinamo Minsk            | 10-0   | HJK Helsinki              | 4-0   | 6-0     |
| FA Red Boys Differdange    | 0-14   | Ajax Amsterdam            | 0-0   | 0-14    |
| FC Bohemians Praha         | 8-3    | Apollon Limassol          | 6-1   | 2-2     |
| FC Sion                    | 4-2    | Atlètic de Madrid         | 1-0   | 3-2     |
| FC Sliven                  | 2-5    | FK Zeljeznicar            | 1-0   | 1-5     |
| FC Vorwärts Frankfurt      | 2-3    | PSV Eindhoven             | 2-0   | 0-3     |
| Fenerbahce SK              | 0-3    | ACF Fiorentina            | 0-1   | 0-2     |
| Dukla Banska Bystrica      | 3-7    | Borussia Monchengladbach  | 2-3   | 1-4     |
| Glentoran FC               | 1-3    | Standard Liege            | 1-1   | 0-2     |
| KR                         | 0-7    | Queens Park Rangers FC    | 0-3   | 0-4     |
| Lokomotive Leipzig         | 7-3    | Lillestrom S.K.           | 7-0   | 0-3     |
| Manchester United FC       | 5-2    | Gyori ETO FC              | 3-0   | 2-2     |
| Nottingham Forest FC       | 0-1    | Club Brugge               | 0-0   | 0-1     |
| Odense BK                  | 2-7    | FC Spartak Moscou         | 1-5   | 1-2     |
| Olympiacos                 | 3-2    | Neuchatel Xamax           | 1-0   | 2-2     |
| Osters IF                  | 0-2    | LASK Linz                 | 0-1   | 0-1     |
| Paris Saint-Germain FC     | 6-2    | Heart of Midlothian FC    | 4-0   | 2-2     |
| RSC Anderlecht             | (c)2-2 | Werder Bremen             | 1-0   | 1-2     |
| Rabat Ajax                 | 0-4    | FK Partizan               | 0-2   | 0-2     |
| Reial Betis                | 1-1(p) | FC Universitatea Craiova  | 1-0   | 0-1     |
| Reial Madrid               | 5-2    | FC Wacker Innsbruck       | 5-0   | 0-2     |
| Reial Valladolid           | 2-4    | NK Rijeka                 | 1-0   | 1-4     |
| SC Braga                   | 0-9    | Tottenham Hotspur FC      | 0-3   | 0-6     |
| Southampton FC             | 0-2    | Hamburger SV              | 0-0   | 0-2     |
| Sporting Clube de Portugal | 4-2    | AJ Auxerre                | 2-0   | 2-2(pr) |
| Sportul Studentesc         | 1-2    | Internazionale Milano FC  | 1-0   | 0-2     |
| Videoton SC                | 1-0    | Dukla Praha               | 1-0   | 0-0     |
| Widzew Lodz                | 2-1    | Aarhus Gymnastik Forening | 2-0   | 0-1     |

## Segona ronda
| Equip 1                    | Global | Equip 2              | Anada | Tornada |
| -------------------------- | ------ | -------------------- | ----- | ------- |
| ACF Fiorentina             | 3-7    | RSC Anderlecht       | 1-1   | 2-6     |
| Ajax Amsterdam             | 1-1(p) | FC Bohemians Praha   | 1-0   | 0-1     |
| Borussia Monchengladbach   | 3-3(c) | Widzew Lodz          | 3-2   | 0-1     |
| Club Brugge                | 2-4    | Tottenham Hotspur FC | 2-1   | 0-3     |
| FC Universitatea Craiova   | 2-0    | Olympiacos           | 1-0   | 1-0     |
| FK Zeljeznicar             | 3-2    | FC Sion              | 2-1   | 1-1     |
| Hamburger SV               | 6-1    | PFC CSKA Sofia       | 4-0   | 2-1     |
| Internazionale Milano FC   | 4-3    | Rangers FC           | 3-0   | 1-3     |
| LASK Linz                  | 2-7    | Dundee United FC     | 1-2   | 1-5     |
| Lokomotive Leipzig         | 1-3    | FC Spartak Moscou    | 1-1   | 0-2     |
| NK Rijeka                  | 3-4    | Reial Madrid         | 3-1   | 0-3     |
| Paris Saint-Germain FC     | 2-5    | Videoton SC          | 2-4   | 0-1     |
| PSV Eindhoven              | 0-1    | Manchester United FC | 0-0   | 0-1(pr) |
| Queens Park Rangers FC     | 6-6(c) | FK Partizan          | 6-2   | 0-4     |
| Sporting Clube de Portugal | 2-2(p) | FC Dinamo Minsk      | 2-0   | 0-2     |
| Standard Liege             | 1-4    | 1. FC Koln           | 0-2   | 1-2     |

## Tercera ronda
| Equip 1                  | Global | Equip 2                  | Anada | Tornada |
| ------------------------ | ------ | ------------------------ | ----- | ------- |
| FC Spartak Moscou        | 1-2    | 1. FC Koln               | 1-0   | 0-2     |
| FC Universitatea Craiova | 2-4    | FK Zeljeznicar           | 2-0   | 0-4     |
| Hamburger SV             | 2-2(c) | Internazionale Milano FC | 2-1   | 0-1     |
| Manchester United FC     | 5-4    | Dundee United FC         | 2-2   | 3-2     |
| RSC Anderlecht           | 4-6    | Reial Madrid             | 3-0   | 1-6     |
| Tottenham Hotspur FC     | 3-1    | FC Bohemians Praha       | 2-0   | 1-1     |
| Videoton SC              | 5-2    | FK Partizan              | 5-0   | 0-2     |
| Widzew Lodz              | 1-2    | FC Dinamo Minsk          | 0-2   | 1-0     |

## Quarts de final
| Equip 1                  | Global | Equip 2         | Anada | Tornada |
| ------------------------ | ------ | --------------- | ----- | ------- |
| FK Zeljeznicar           | 3-1    | FC Dinamo Minsk | 2-0   | 1-1     |
| Internazionale Milano FC | 4-1    | 1. FC Koln      | 1-0   | 3-1     |
| Manchester United FC     | 1-1(p) | Videoton SC     | 1-0   | 0-1     |
| Tottenham Hotspur FC     | 0-1    | Reial Madrid    | 0-1   | 0-0     |

## Semifinals
| Equip 1                  | Global | Equip 2        | Anada | Tornada |
| ------------------------ | ------ | -------------- | ----- | ------- |
| Internazionale Milano FC | 2-3    | Reial Madrid   | 2-0   | 0-3     |
| Videoton SC              | 4-3    | FK Zeljeznicar | 3-1   | 1-2     |

## Final
| Equip 1     | Global | Equip 2      | Anada | Tornada |
| ----------- | ------ | ------------ | ----- | ------- |
| Videoton SC | 1-3    | Reial Madrid | 0-3   | 1-0     |

| Campió de la Copa de la UEFA 1984-85 |
| ------------------------------------ |
| Reial Madrid Primer títol            |